# ドゥルミトル
ドゥルミトル山(セルビア語: Дурмитор)はディナル・アルプス山脈の延長線上に位置する山。最高峰はボボトヴ・クク（Bobotov Kuk）で、標高は2528 m。ドゥルミトルの名はルーマニア語で「眠るもの」を意味する。その名前は古代ローマの軍人たちが一帯を征服したときに、山の穏やかさを評して付けたものが元になったとされている。
ドゥルミトル山は1952年に設定されたドゥルミトル国立公園の中にあり、1980年には固有種の植物相や昆虫の多様さが評価され、ユネスコの世界遺産に登録された。国立公園は、氷期に形成された起伏に富んだ地形にヨーロッパクロマツなどの森林が広がる。多くの動物も生息しており、ヨーロッパオオライチョウ、クロライチョウ、ヒグマ、シャモア、オオカミ、ヤマネコ、ユーラシアカワウソなどが代表的である。猛禽類もイヌワシ、ボネリークマタカ、ヒメクマタカ、シロエリハゲワシ、ハヤブサ、ワシミミズク、チュウヒワシ、ヨーロッパハチクマなど多彩である。一帯の水域にはドナウイトウも生息している。
国立公園の面積はおおよそ300 km2 で、ドルミトル山塊や、ヨーロッパ最深のタラ渓谷（深さ1900m）も含まれ、タラ川も保護対象となっている。しかし、公園近くのジャブリャク市や人間の諸活動が、不幸にも環境を害している。加えてモンテネグロの独立以来、観光客の増加が見込まれており、公園の動物相・植物相の観点にとっては好ましいことではない。
そのため、2002年に70 km2 近くが人間が活動を拡大することを許されている対象から外された。しかし、なおも公園の完全性を脅かす活動が見られる。その例としては特に森林伐採が挙げられる。森林伐採は「衛生上の間伐」の名目で行われ、数千立方メートル分の木材が、近くのズミニツァ（Zminica）の製材所に運ばれている。
公園にはいくつかの村が点在し、その中には村としてはバルカン半島最高地点のマラ・ツルナ・ゴーラ（Mala Crna Gora）村もある。この村はバルカン半島の山村としては典型的なもので、牛や羊の牧畜を主体とする山岳民の生活が維持されている。牛や羊たちは山と調和して何世紀もの間暮らしており、それはティトー政権下のユーゴスラビアで環境が悪化しても変わらなかった。そして、この地では、ユーゴスラビアの2人の英雄が生まれている。ラドイェ・ダキッチ（Radoje Dakić）とヴラディミル・シプチッチである。
ドゥルトミル国立公園は、特に密猟によって脅かされている動物たちのために、より首尾一貫した方針でもって保護されるべきである。密猟を行っているのは、公園に元から住んでいた人々以外の近隣住民や、ボスニア・ヘルツェゴビナから来た人々であったが、ボスニア・ヘルツェゴビナ紛争の影響でカラシニコフなどの自動小銃を携えた密猟者たちが流入してから、情勢はより一層悪化した。彼らは群れを虐殺することをためらわなかったからである。1994年には4000頭いたシャモアは、2005年には600頭にまで減少した。公園の管理側には対抗しうる武器類はなく、行政の腐敗も密猟を助長する結果になっている。

## 世界遺産
1980年に「ドゥルミトル国立公園」が世界遺産に登録された（ID100）。当初の登録面積は32000 ha だったが、2005年に34000 ha に拡大された。
上記の通り、密猟などの問題はあるものの、2007年の第31回世界遺産委員会終了時点では、危機遺産リストには挙げられていない。

### 登録基準
この世界遺産は世界遺産登録基準のうち、以下の条件を満たし、登録された（以下の基準は世界遺産センター公表の登録基準からの翻訳、引用である）。
- (7) ひときわすぐれた自然美及び美的な重要性をもつ最高の自然現象または地域を含むもの。
- (8) 地球の歴史上の主要な段階を示す顕著な見本であるもの。これには生物の記録、地形の発達における重要な地学的進行過程、重要な地形的特性、自然地理的特性などが含まれる。
- (10) 生物多様性の本来的保全にとって、もっとも重要かつ意義深い自然生息地を含んでいるもの。これには科学上または保全上の観点から、すぐれて普遍的価値を持つ絶滅の恐れのある種の生息地などが含まれる。